# Cristina Masoller
Cristina Masoller Ottieri (Montevideo, 22 de febrero de 1963) es una física uruguaya radicada en Barcelona. Es profesora catedrática en la Universidad Politécnica de Cataluña desde 2009. A lo largo de su carrera ha trabajado en semiconductores láser, sistemas complejos, redes neuronales y análisis no lineal de series climáticas.

## Trayectoria

### Reseña biográfica
En 1989 egresó de la Universidad de la República como Licenciada en Física. En 1991 obtuvo el título de Maestría en Física en la misma universidad, donde se desempeñó como profesora asistente hasta 2004. En 1999 finalizó su doctorado, en el Bryn Mawr College Pennsylvania, Estados Unidos. Su tesis se enfocó en dinámicas no lineales en semiconductores láser.
Entre 1999 y 2004 realizó diversas estancias posdoctorales en Francia, España y Reino Unido. A partir de 2004 pasó a residir en Barcelona, para desarrollar su carrera como investigadora y docente en la Universidad Politécnica De Cataluña, donde es investigadora del grupo de Dinámica no Lineal, Óptica no Lineal y Láseres (DNOLL). 
Ha sido distinguida en dos oportunidades con el premio ICREA Academia en 2009 y 2015, en reconocimiento a la excelencia en la investigación.

### Producción científica
Como investigadora del grupo DNOLL, ha participado en el desarrollo de una metodología más sencilla que las aplicadas anteriormente para la identificación de una estructura ordenada en un sistema caótico.
Masoller ha contribuido en desarrollar el interés de la comunidad científica por implementar una metodología no lineal en el análisis de fenómenos climáticos complejos, como El Niño. Entre 2012 y 2015 dirigió un proyecto europeo (proyecto LINC, Learning About Interacting Network in Climate) para formar a 15 jóvenes investigadores en el estudio de los sistemas complejos aplicadas al análisis y predicción de fenómenos climáticos. A partir de su experiencia con semiconductores láser, la investigadora sostiene que fenómenos complejos como el clima pueden estudiarse con metodologías similares a las que se aplican al estudio de redes complejas, como las redes neuronales, la red internet y el sistema económico.
Ha participado como autora de más de un centenar de publicaciones en revistas científicas relevantes en su área y su trabajo ha sido citado en otros trabajos académicos en más de 4500 oportunidades.